# HP Mini 1000

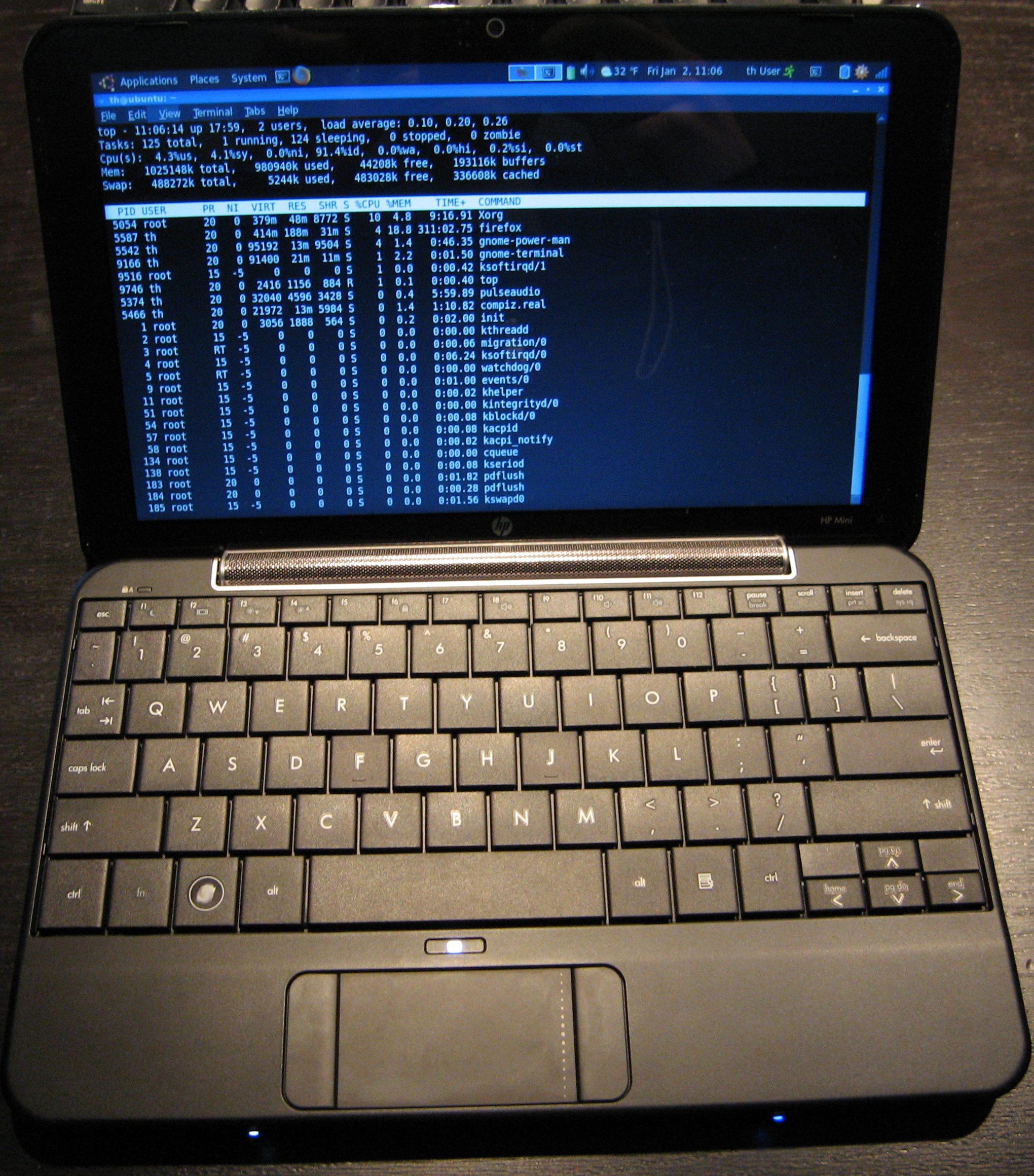
Imatge d'un HP Mini 1000

El HP Mini 1000 és un netbook venut sota la marca HP i dirigit a l'usuari domèstic. En altres mercats, aquest es ven sota la marca de Compaq Mini 700, encara que presenta algunes diferències respecte al model original.

## Especificacions
10.2" 1024x576 pixel LED-backlit TFT LCD
Connectivitat: LAN 10/100 Mbit Ethernet, WIFI 802.11b/g, Bluetooth 2.0+EDR, 2 ports USB 2.0, lector de targetes de memòria 3-in-1 (SD, SDHC, MMC) i Dock connector
Disc dur: 60/80GB 1.8" HDD
Sistema operatiu: Windows XP / Ubuntu Linux
Teclat i ratolí: Teclat (92% d'un mida normal) 
Touchpad
Microfon
Webcam: Webcam integrada
Memoria: 1 GB / 2 GB màxim
Bateria: 3 hores amb una bateria de 3 cél·lules
Processador: Intel Atom N270 1.6GHz
Chipset: Mobile Intel 945GM Express amb gràfica integrada Intel GMA 950
Mides: 26.1 × 18.5 × 3.0 cm
Pes: 1.13 kg (inclou bateria)